# 1754 en arts plastiques
| Années des arts plastiques : 1751 - 1752 - 1753 - 1754 - 1755 - 1756 - 1757    |
| Décennies des arts plastiques : 1720 - 1730 - 1740 - 1750 - 1760 - 1770 - 1780 |

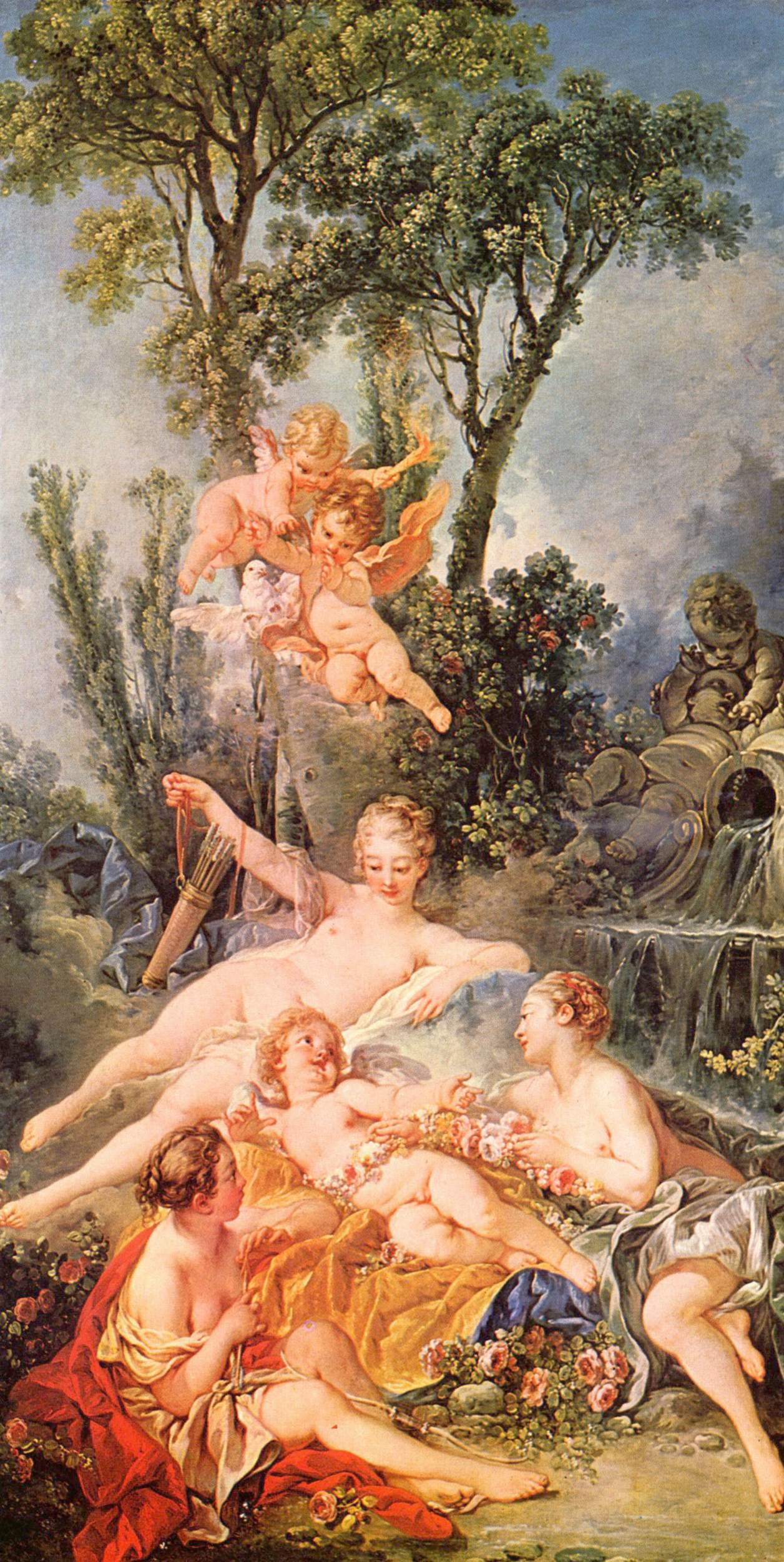
L'Amour captif, toile de François Boucher.

Cette page concerne l'année 1754 en arts plastiques.

## Naissances
- 24 février : Jean-François Bony, peintre français († 1825),
- ? mars : Jacques-François Momal, peintre et graveur français († 22 septembre 1832).
- 31 mai : Andrea Appiani, peintre italien († 8 novembre 1817),
- 9 octobre : Jean-Baptiste Regnault, peintre français († 12 novembre 1829),
- 16 octobre : Carlo Alberto Baratta, peintre italien († 1815).
- 13 décembre : Joseph Dufour, créateur de papier peint panoramique français († 15 janvier 1827),
- ? :
  - Giovanni Campovecchio, peintre italien († 1804),
  - Jean-Marie-Joseph Ingres, sculpteur, peintre et décorateur d'intérieur français († 14 mars 1814),
  - Sauveur Legros, poète, écrivain, peintre, aquarelliste, dessinateur et graveur né en Belgique et décédé en France († 15 mars 1834),
  - Marie-Victoire Lemoine, peintre française († 2 décembre 1820),

## Décès
- 5 avril : Hendrick van Hulst, portraitiste et poète français (° 24 décembre 1685),
- 29 avril : Giovanni Battista Piazzetta, peintre italien (° 13 février 1683),
- 2 mai : Thomas Restout, peintre français (° 15 mars 1671),
- 15 juin : Louis Caravaque portraitiste français (° 31 janvier 1684),
- 25 juin : Pierre-Jacques Cazes, peintre français (° 1676),
- ? : Agostino Cornacchini, peintre et sculpteur italien de la période rococo (° 27 août 1686).